# عائشة أبانا
عائشة أبانا (بالتركية: Ayçe Abana) (ولدت في عام 1971 في مدينة إزمير) ممثلة تركية.

## عنها
تخرجت عائشة أبانا من مدرسة غازي الثانوية في مدينة كارشياكا بإزمير وذلك في عام 1988. وبدأت عائشة أبانا تعليمها الجامعي في قسم العلوم الموسيقية بكلية الفنون الجميلة بجامعة تسعة سبتمبر وقد واصلت تعليمها الجامعي أيضاً في قسم التمثيل بالجامعة نفسها. بدأت عائشة أبانا العمل في مجال التمثيل قبل تخرجها من الجامعة. وشغلت العديد من المناصب المختلفة مثل التمثيل والإخراج في المسارح. وشغلت عائشة أبانا منصب باحثة في الجامعة التي تخرجت منها وذلك في عام 1995. وذهبت عائشة أبانا إلى السويد بناءً على دعوى من المدرسة المسرحية وأوبرا جوتنبرج. وشغلت عائشة أبانا منصب مذيع ومرشد في برنامج بعنوان «ساعة مسرحية» حيث بُث على شاشة قناة «تي أر تي 2» لفترة من الوقت. وخلال أعوام 1997 – 1998 أجرت عائشة أبانا أبحاثاً عن تقنيات التمثيل المعاصر من خلال ذهابها إلى هذه الجامعة وبناءً على دعوى من جامعة كونيكتيكت وهارتفورد. وفي عام 2000 قدمت عائشة أبانا استقالتها من وظيفتها في الكلية وعادت إلى إسطنبول. ومثلت عائشة أبانا في مسرح الدولة بإسطنبول ومثلت أيضاً في مختلف الإعلانات التجارية التلفزيونية.

## فيلموغرافيا

### مسيرتها الفنية
- مجنون الفندق - عام 2014 – موجدا

- القصة القديمة - عام 2013 – 2014 – نيلوفير

- سفرة خليل إبراهيم – عام 2010 – 2011 – فوسون

- عائلتي العزيزة – عام 2008 – 2009 – شهناز

- ألف ليلة وليلة – عام 2008(الموسم الثالث)بيزا

- وداع روما – عام 2007 – 2008 – صباحات

- جميعهم 1 – عام 2007 – المعلمة بانو

- المشعوذ (فيلم)– عام 2006 – نوران دنيزجونو

- سيلينا – عام 2006 – جولتشين

- هكذا أنا (مسلسل تلفزيوني)عام 2006 – المدير يارد. ياشيم

- علوم الحياة – عام 2004 – 2006 – المعلمة بهار

- إثنين فيما بينهما (مسلسل تلفزيوني)عام 2002

- لا تنساني (مسليل تلفزيوني)– عام 2002 – نازلي

## وصلات خارجية
- عائشة أبانا على موقع IMDb (الإنجليزية)
- عائشة أبانا على موقع قاعدة بيانات الفيلم (الإنجليزية)

* عائشة أبانا في إنترنت موفي داتابيز
* صفحة السينما التركية لعائشة أبانا نسخة محفوظة 22 ديسمبر 2009 على موقع واي باك مشين.